# Dugarbaataryn Lchagwa
Dugarbaataryn Lchagwa, znany też jako Lakva Sim (ur. 10 marca 1972 w Ułan Bator) – mongolski bokser, były mistrz świata WBA w kategorii junior lekkiej i lekkiej.

## Kariera zawodowa
Jako zawodowiec zadebiutował 28 grudnia 1995 r. Jego rywalem był Max Karamoy, a nagrodą dla zwycięzcy był azjatycki pas nowo powstałej organizacji (PABA). Reprezentant Mongolii zwyciężył przez nokaut w 4. rundzie. Sim obronił ten tytuł 4 razy w 1996 r., pokonując m.in. Noreę Jockygyma, który w 1991 r. nieudanie walczył o mistrzostwo świata WBA w kategorii superkoguciej. Po 4. obronie, mongolski bokser zwakował pas by móc walczyć o mistrzostwo świata WBA w kategorii junior lekkiej. 1 lutego 1997 r., Sim dostał szansę walki o mistrzostwo świata, mając za rywala Yonga-Soo-Choi, który zanatował wtedy 3 udane obrony tytułu. Walka odbyła się na terenie przeciwnika, a po 12 rundach zwycięzcą został ogłoszony obrońca tytułu, który zwyciężył po niejednogłośnej decyzji sędziów (115-113, 114-113, 113-115).
Po wygraniu kilku kolejnych pojedynków zmierzył się w walce o pas WBA z niepokonanym Takanorim Hatakeyamą. Japończyk był do końca 4. rundy, 2 razy liczony, ale mimo to na kartach sędziowskich widniał remis. Pod koniec 5. rundy, Sim zamroczył Hatekayamę ciosem z prawej ręki, po którym Japończyk był liczony 3 raz w przebiegu całej walki. Sim nie wypuścił okazji z rąk i po kolejnych atakach zmusił sędziego Stanleya Christodoulou do przerwania walki. Sim został pierwszym w historii mongolskim mistrzem świata w boksie. W swojej 1. obronie, Lakva Sim miał za rywala niepokonanego Jonga-Kwona Baeka. Walka odbyła się na terenie pretendenta, a po 12 rundach sędziowie ogłosili, że niejednogłośnie na punkty wygrał Koreańczyk, zdobywając pas WBA w kategorii junior lekkiej. Po wygraniu kilku kolejnych pojedynków, Sim znowu otrzymał szansę walki o pas WBA w tej samej kategorii. 13 kwietnia 2002 r. zmierzył się w walce o wakujący tytuł z Tajlandczykiem Yodsananem Sor Nanthachaiem. Po 12. rundach, jednogłośnie na punkty zwyciężył reprezentant Tajlandii. Po tej porażce, Sim stoczył 2. kolejne walki, by 2.lata później, w 2004 r., zmierzyć się w walce o mistrzostwo świata wagi lekkiej federacji WBA. Leonard Dorin został awansowany na supermistrza, więc tytuł został zwakowany. Sim zwyciężył przez techniczny nokaut w 5. rundzie, zostając mistrzem świata w 2. kategorii wagowej. Tytuł utracił w kolejnym pojedynku, przegrywając jednogłośnie na punkty z niepokonanym Amerykaninem Juanem Díazem. Ostatnią walkę stoczył 16 września 2005 r., wygrywając przez techniczny nokaut w ostatniej, 12. rundzie z Amerykaninem Ebo Elderem.